# Улрих IV фон Хелфенщайн
Улрих IV фон Хелфенщайн (на немски: Ulric IV von Helfenstein; † ок. декември 1326) е граф на Хелфенщайн-Блаубойрен, фогт на Аугсбург и Елхинген.

## Произход и управление
Той е син на граф Улрих III фон Хелфенщайн († сл. 1315), господар на Хюрбен, фогт на Блаубойрен, Аугсбург и Елхинген, и първата му съпруга Аделхайд фон Грайзбах († 1291), дъщеря на граф Бертхолд III фон Грайзбах († сл. 1288) и Елизабет фон Хиршберг († 1292). Внук е на граф Улрих II фон Хелфенщайн-Зигмаринген († 1294) и първата му съпруга Вилибирг/Вилебург, наследничка на Дилинген († 1268). Баща му се жени втори път сл. 23 май 1291 г. за Маргарета фон Тогенбург († сл. 1296).
Брат е на Йохан I фон Хелфенщайн II († 1331), граф на Хелфенщайн-Визенщайг, и на Агнес фон Хелфенщайн († 1334), омъжена сл. 1295 г. за херцог Симон I фон Тек († 1316), и полубрат на Анна фон Хелфенщайн († 1361), омъжена 1329 г. за Енгелхард VI фон Вайнсберг († 1346).
От 1315 г. братята Улрих IV и Йохан I управляват заедно имотите.

## Фамилия
Улрих IV фон Хелфенщайн се жени 1318 г. за Агнес фон Вюртемберг (* 1294; † 21 януари 1373), внучка на граф Еберхард I фон Вюртемберг († 1325), дъщеря на граф Улрих фон Вюртемберг († 1315) и Мехтхилд фон Хоенберг († пр. 1315). Те имат децата:
- Улрих XI фон Хелфенщайн (V) († 13 май 1361), граф на Хелфенщайн-Блаубойрен, женен пр. 14 август 1348 г. за Беатрикс фон Шлюселберг († 24 януари 1355), дъщеря на Конрад II фон Шлюселберг († 1347) и първата му съпруга Елизабет
- Аделхайд фон Хелфенщайн († сл. 1383), омъжена пр. 28 декември 1344 г. за Симон фон Лихтенберг, фогт на Страсбург († 23 юни 1380), син на Лудвиг III фон Лихтенберг († 1369) и Хилдегарда фон Финстинген († 1386)
- Гута фон Хелфенщайн, омъжена за граф Албрехт фон Цолерн († сл. 22 декември 1320), син на граф Фридрих VII фон Цолерн († 1309) и графиня Еуфемия фон Хоенберг († 1333)

Вдовицата му Агнес фон Вюртемберг се омъжва втори път пр. 20 октомври 1331 г. за Конрад II фон Шлюселберг († 1347), бащата на бъдещата ѝ снаха Беатрикс фон Шлюселберг.